# 日本国憲法第87条
日本国憲法 第87条（にほんこく（にっぽんこく）けんぽう だい87じょう）は、日本国憲法の第7章にある条文であり、予備費について規定している。

## 条文
日本国憲法、e-Gov法令検索。

第八十七条
予見し難い予算の不足に充てるため、国会の議決に基いて予備費を設け、内閣の責任でこれを支出することができる。
② すべて予備費の支出については、内閣は、事後に国会の承諾を得なければならない。

## 沿革

### 大日本帝国憲法
東京法律研究会 p.13-14

第六十九條
避クヘカラサル豫算ノ不足ヲ補フ爲ニ又ハ豫算ノ外ニ生シタル必要ノ費用ニ充ツル爲ニ豫備費ヲ設クヘシ
第七十條
公共ノ安全ヲ保持スル爲緊急ノ需用アル場合ニ於テ内外ノ情形ニ因リ政府ハ帝國議會ヲ召集スルコト能ハサルトキハ勅令ニ依リ財政上必要ノ處分ヲ爲スコトヲ得
前項ノ場合ニ於テハ次ノ會期ニ於テ帝國議會ニ提出シ其ノ承諾ヲ求ムルヲ要ス

### 憲法改正要綱
「憲法改正要綱」、国立国会図書館「日本国憲法の誕生」。

二十八予備費ヲ以テ予算ノ外ニ生シタル必要ノ費用ニ充ツルトキ及予備費外ニ於テ避クヘカラサル予算ノ不足ヲ補フ為ニ又ハ予算ノ外ニ生シタル必要ノ費用ニ充ツル為ニ支出ヲ為ストキハ帝国議会常置委員ノ諮詢ヲ経ヘキ旨ノ規定ヲ設クルコト
二十九第七十条所定ノ財政上ノ緊急処分ヲ為スニハ帝国議会常置委員ノ諮詢ヲ経ルヲ要スルモノトスルコト

### GHQ草案
「GHQ草案」、国立国会図書館「日本国憲法の誕生」。

#### 日本語
第八十一条
予期セサル予算ノ不足ニ備フル為ニ内閣ノ直接監督ノ下ニ支出スヘキ予備費ヲ設クルコトヲ許スコトヲ得
内閣ハ予備費ヲ以テスル一切ノ支出ニ関シ内閣ニ対シ責任ヲ負フヘシ

#### 英語
Article LXXXI.
In order to provide for unforeseen deficiencies in the budget a reserve fund may be authorized to be expended under the direct supervision of the Cabinet.
The Cabinet shall be held accountable to the Diet for all payments from the reserve fund.

### 憲法改正草案要綱
「憲法改正草案要綱」、国立国会図書館「日本国憲法の誕生」。

第八十三
予見シ難キ予算ノ不足ニ充ツル為国会ノ協賛ヲ経テ予備費ヲ設ケ内閣ノ責任ヲ以テ之ヲ支出スルコトヲ得ルコト
予備費ノ支出ニ付テハ凡テ内閣ニ於テ国会ノ承諾ヲ受クルコトヲ要スルコト

### 憲法改正草案
「憲法改正草案」、国立国会図書館「日本国憲法の誕生」。

第八十三条
予見し難い予算の不足に充てるため、国会の議決に基いて予備費を設け、内閣の責任でこれを支出することができる。
すべて予備費の支出については、内閣は、事後に国会の同意を得なければならない。

### 帝国憲法改正案
「帝国憲法改正案」、国立国会図書館「日本国憲法の誕生」。

第八十三条
予見し難い予算の不足に充てるため、国会の議決に基いて予備費を設け、内閣の責任でこれを支出することができる。
すべて予備費の支出については、内閣は、事後に国会の承諾を得なければならない。

## 解説
国会の承諾がない場合でも支出は有効である。